# Mordacia praecox
Mordacia praecox är en ryggsträngsdjursart som beskrevs av Potter 1968. Mordacia praecox ingår i släktet Mordacia och familjen nejonögon. IUCN kategoriserar arten globalt som sårbar. Inga underarter finns listade i Catalogue of Life.